# 통회 기도
통회 기도(라틴어: Oratio Contritionis)는 하느님에게 자신이 죄를 지었음을 인정하고 고백하면서 잘못을 뉘우치고 죄를 피하기로 결심하며, 하느님의 자비와 용서를 청하는 기독교의 기도이다. 로마 가톨릭교회에서 미사나 개인적으로 특히 고해성사를 보기 전에 양심 성찰을 할 때 주로 이 기도를 바친다.
로마 가톨릭교회에서는 대사를 받기 위한 선제조건으로 가장 먼저 자신의 죄를 알아내어 참회하고 다시는 같은 죄를 범하지 않겠다고 결심한 후 고백 기도, 반성기도와 더불어 통회 기도를 바치고 사제에게 고해성사를 받으라고 명시하고 있다.

## 본문

### 라틴어
Deus meus, ex toto corde paenitet me omnium meorum peccatorum,
eaque detestor, quia peccando,
non solum poenas a te iuste statutas promeritus sum,
sed praesertim quia offendi te,
summum bonum, ac dignum qui super omnia diligaris.
Ideo firmiter propono,
adiuvante gratia tua,
de cetero me non peccatorum peccandique occasiones proximas fugiturum.
Amen.

### 한국어
하느님
제가 죄를 지어
참으로 사랑받으셔야 할
주님의 마음을 아프게 하였사오니
악을 저지르고 선을 소홀이한 모든 잘못을
진심으로 뉘우치나이다.
또한 주님의 은총으로 속죄하고
다시는 죄를 짓지 않으며
죄지을 기회를 피하기로 굳게 다짐하오니
우리 구세주 예수 그리스도의 수난 공로를 보시고
저에게 자비를 베풀어주소서.
아멘.

### 영어
My God,
I am sorry for my sins with all my heart.
In choosing to do wrong
and failing to do good,
I have sinned against you
whom I should love above all things.
I firmly intend, with your help,
to do penance,
to sin no more,
and to avoid whatever leads me to sin.
Our savior Jesus Christ
suffered and died for us.
In his name, my God, have mercy.

### 이태리어
Mio Dio mi pento e mi dolgo con tutto il cuore dei miei peccati,
perché peccando ho meritato i tuoi castighi,
e molto più perché ho offeso Te,
infinitamente buono e degno di essere amato sopra ogni cosa.
Propongo con il tuo santo aiuto di non offenderti mai più
e di fuggire le occasioni prossime di peccato.
Signore, misericordia, perdonami.